# Иван Попевтимов
Иван (Ване) Попевтимов Константинов (изписване до 1945 година: Иванъ попъ Евтимовъ) е български революционер, деец на Вътрешната македоно-одринска и Вътрешната македонска революционна организация.

## Биография
Иван Попевтимов е роден през 1882 в град Радовиш, тогава в Османската империя. Завършва средно образование и работи като учител в Радовиш, Щип и други места. Докато е учител в Ново село преподава на бъдещия лидер на ВМРО Иван Михайлов. Влиза във ВМОРО и е член на околийския революционен комитет в Радовиш.
При избухването на Балканската война в 1912 година е доброволец в Македоно-одринското опълчение и служи в нестроевата рота на 9 велешка дружина, като е награден за храброст. По време на Първата световна война е околийски началник в Щип.
След войните участва във възстановяването на революционната организация. Преследван е от правителството на Александър Стамболийски, което прави опит да го убие заедно с Михаил Монев и Иван Караджов. От 1 май 1925 година е определен за пълномощник на Централния комитет на ВМРО и председател на околийското управително тяло в Петрич. През 1926 година е избран в контролната комисия на Радовишкото благотворително братство.
Присъства на Седмия конгрес на ВМРО в 1928 година, на който е избран за запасен член на Централния комитет.
Умира в София в 1944 година.